# Prebilovci
Prebilovci su naseljeno mjesto u gradu Čapljini, Federacija BiH, BiH. Nalazi se u južnoj Hercegovini, tri kilometra jugoistočno od Čapljine i tridesetak kilometara južno od Mostara.

## Stanovništvo

### 1991.
Nacionalni sastav stanovništva 1991. godine, bio je sljedeći:
ukupno: 174
- Srbi - 171 (98,27%)
- Hrvati - 1 (0,57%)
- ostali, neopredijeljeni i nepoznato - 2 (1,14%)

### 2013.
Nacionalni sastav stanovništva 2013. godine, bio je sljedeći:
ukupno: 57
- Srbi - 57 (100%)

## Povijest
Pred Drugi svjetski rat selo je imalo oko 1000 stanovnika. Tijekom rata srpsko stanovništvo Prebilovaca stradalo je u masakru koje su počinile ustaše, ratnom zločinu koje je zahvatilo više sela na tom području. Većina žrtava je bila civilno stanovništvo. Žrtvama je nakon rata podignuta spomen kosturnica. Tijekom lipnja 1992. pripadnici hrvatske vojske razorili su spomen-kosturnicu i crkvu.